# Geyer
Geyer – miasto w Niemczech, w kraju związkowym Saksonia, w okręgu administracyjnym Chemnitz, w powiecie Erzgebirgskreis (do 31 lipca 2008 w powiecie Annaberg), siedziba wspólnoty administracyjnej Geyer.
Za panowania króla Augusta II Mocnego w mieście stanął pocztowy słup dystansowy z herbami Polski i Saksonii.

## Geografia
Geyer leży ok. 23 km na południe od miasta Chemnitz.

## Bibliografia

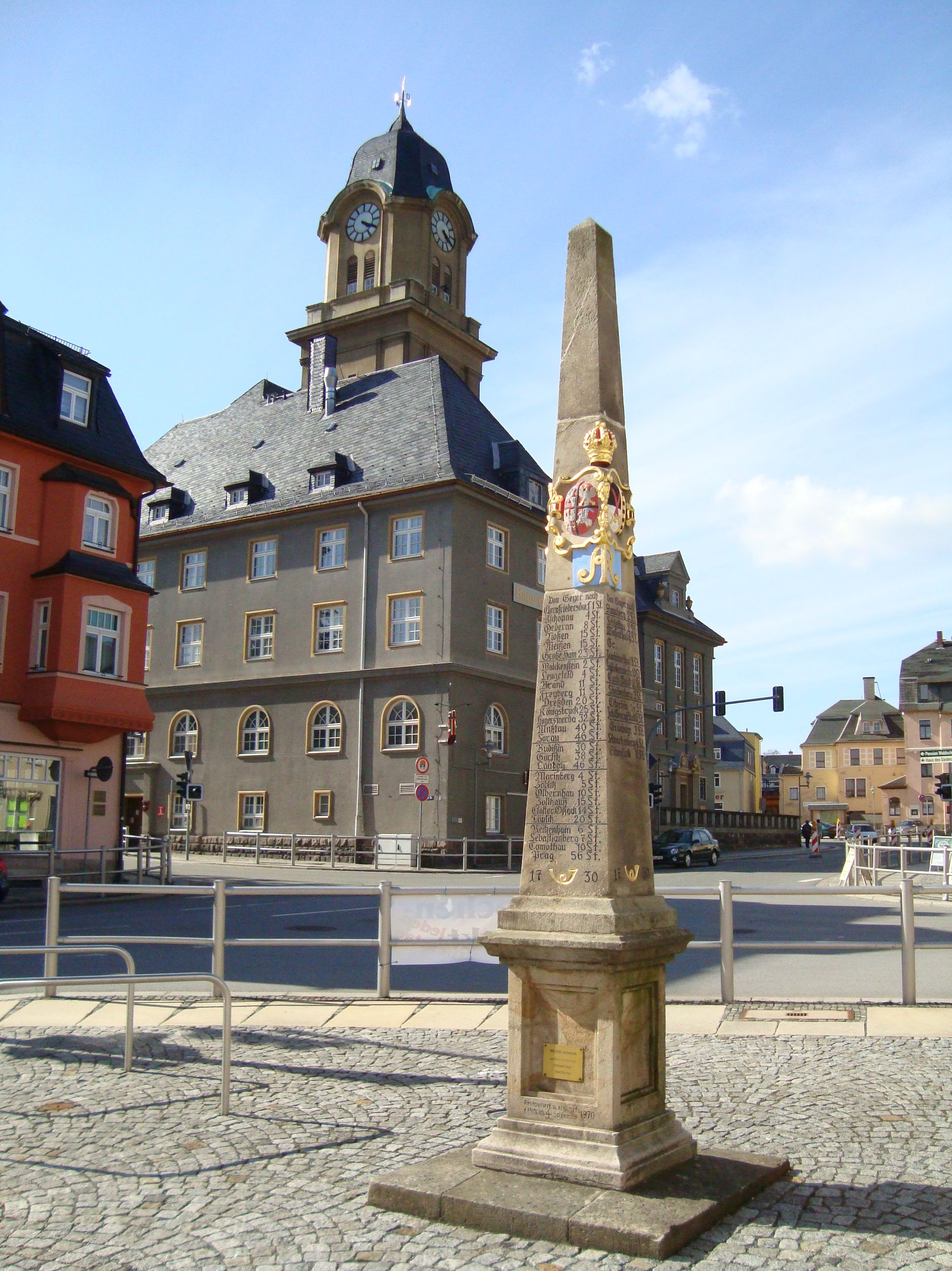
Słup dystansowy poczty polsko-saskiej z 1730 roku

## Współpraca
Miejscowość partnerska:
- Zellingen, Bawaria